# Noureddine Moussa
Noureddine Moussa, né le 5 juin 1956 à Tipaza, est un homme politique algérien.
Ingénieur d'État en Génie Civil, diplômé de l'école nationale polytechnique d'Alger en 1979, il fait toute sa carrière dans le bâtiment avant de devenir ministre du tourisme puis de l'habitat et de l'urbanisme.

## Fonctions
- 2005-2007, Ministre du tourisme.
- 2007-2012, Ministre de l'habitat et de l'urbanisme.